# Trombiculidae
Trombiculidae zijn  een familie van mijten. Bij de familie zijn 152 geslachten met circa 3100 soorten ingedeeld. Een in Nederland bekend geslacht is dat van de Oogstmijten (Trombicula).
De naam Trombiculidae werd voor het eerst als afzonderlijke familie beschreven door Henry Ellsworth Ewing in 1944. Toen de familie voor het eerst werd beschreven, omvatte het twee subfamilies, Hemitrombiculinae en Trombiculinae. Verwijzingen naar deze mijten gaan echter terug tot het zesde-eeuwse China. In 1733 werd de eerste beschrijving van trombiculide-mijten in Noord-Amerika gemaakt. In 1758 beschreef Carl Linnaeus een enkele soort,  Acarus batatas  (nu  Trombicula batatas ). De meeste informatie over Trombiculidae kwam echter voort uit problemen die ontstonden tijdens en na de Tweede Wereldoorlog.

## Verspreiding

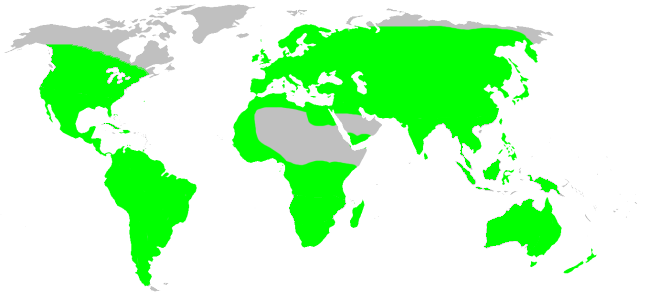
verspreiding Trombiculidae

Trombiculidemijten komen over de hele wereld voor. In Europa en Noord-Amerika vooral in de hete en vochtige gebieden. In de meer gematigde streken worden ze alleen tijdens de zomer gevonden. In Frankrijk, worden oogstmijten aoûtat genoemd omdat ze in augustus veel voorkomen. In de Verenigde Staten worden ze meestal aangetroffen in het zuidoosten, het zuiden en het midwesten. Ze zijn niet of nauwelijks te vinden in de verre noordelijke gebieden, hoge bergen en woestijnen.

## Taxonomie
De volgende geslachten zijn bij de familie ingedeeld:
- Acomatacarus
- Afropolonia
- Anahuacia
- Ascoschoengastia
- Axiogastia
- Blankaartia
- Brunehaldia
- Chatia
- Cheladonta
- Doloisia
- Euschoengastia
- Eutrombicula
- Gahrliepia
- Guntherana
- Guntheria
- Hannemania
- Heaslipia
- Hirsutiella
- Kayella
- Leptotrombidium
- Microtrombicula
- Miyatrombicula
- Neoschoengastia
- Neotrombicula
- Novotrombicula
- Ornithogastia
- Parasecia
- Pseudoschoengastia
- Schoengastiella
- Schoutedenichia
- Speleocola
- Trombicula
- Whartonia